# Nhà thờ Thạch Bi
Giáo xứ Thạch Bi được thành lập ngay từ những năm đầu hình thành nên nền tảng đạo Thiên Chúa. Lúc đầu đây là một giáo xứ rộng lớn bao gồm cả hạt Tương Nam - Báo Đáp và Liễu Đề. Năm 1996, ở đây tổ chức kỷ niệm 100 năm hay còn gọi là năm thánh. Lịch sử giáo xứ được ghi lại tại địa phận Bùi Chu nhưng thực tế thành lập từ năm nào thì thật khó biết. Hiện nay giáo xứ thu nhỏ chỉ còn 1 nhà thờ xứ và 7 giáo họ, với dân số khoảng hơn chục ngàn người. Nhà thờ Thạch Bi đã có nhiều thay đổi từ những năm 90 đến nay. Nhà thờ này đẹp và nổi tiếng nhờ có cái hồ hình chữ nhật phía trước và con đường liên huyện đi qua. Hiện hồ này cũng được xây dựng lại với 14 đàng thánh giá xung quanh tạo nên vẻ đẹp chốn thờ phụng. Dân trí nơi đây còn khá thấp, người dân sống chủ yếu bằng trồng lúa nước năm hai vụ. Thanh niên khu này thường đi làm ăn xa tại thành phố lớn........